# Fucales
Fucales é uma ordem da classe Phaeophyceae (algas castanhas), que inclui algumas das algas marinhas mais comuns das regiões litorais de clima temperado e subtropical. Todos os membros desta ordem são pluricelulares e apresentam a estrutura típica das grandes macroalgas marinhas, com rizoide, estipe e lâmina bem diferenciados. A lâmina geralmente é alargada e pode apresentar vesículas de gás. O crescimento é por divisão das células apicais. Como o nome comum de "algas castanhas" sugere, apresentam pigmentação acastanhada devido à sua riqueza em fucoxantinas.

## Descrição
Fucales é uma ordem de algas castanhas (classe Phaeophyceae) que inclui entre os seus membros as algas fucoides, as grandes algas pluricelulares com lâminas largas e frequentemente muito ramificadas. O grupo inclui algumas das maiores plantas (em senso lato) dos ambientes marinhos, mas alguns dos seus membros são minúsculas algas pluricelulares de estrutura fina e frágil.
O crescimento ocorre por sucessivas divisões de uma célula apical.
A reprodução é oogâmica, ou seja, os gâmetas masculinos (anterozóides) competem pela fertilização do óvulo. A fecundação realiza-se entre um pequeno gâmeta masculino e um grande gâmeta feminino. A geração gametófita está reduzida aos gâmetas formados no talo do esporófito.
Exemplos de membros conhecidos da ordem são os géneros Fucus e Sargassum.

## Classificação
A ordem Fucales integram a classe Phaeophyceae, incluída na divisão Heterokontophyta, do agrupamento taxonómico stramenopiles. A etimologia do termo assenta no grego clássico phaios, "castanho", e phyton, "planta".
Entre as Fucales estão algumas das macroalgas do litoral das regiões temperadas e subtropicais. Os seus membros caracterizam-se pelo elevado grau de diferenciação dos seus tecidos, apresentando a morfologia típica das grandes algas: um rizoide, estipe e lâmina. A lâmina é frequentemente muito ramificada e pode inclui vesículas cheias de gás (como em Sargassum).
A ordem Fucales inclui as seguintes famílias e géneros:
- Família Durvillaeaceae
  - Durvillaea
- Família Fucaceae
  - Ascophyllum
  - Fucus
  - Hesperophycus
  - Pelvetia
  - Pelvetiopsis
  - Silvetia
  - Xiphophora
- Família Himanthaliaceae
  - Himanthalia
- Família Hormosiraceae
  - Hormosira
- Família Notheiaceae
  - Notheia
- Família Sargassaceae
  - Anthophycus
  - Axillariella
  - Bifurcaria
  - Bifurcariopsis
  - Carpoglossum
  - Caulocystis
  - Coccophora
  - Cystophora
  - Cystoseira
  - Halidrys
  - Hizikia
  - Hormophysa
  - Myagropsis
  - Myogropsis
  - Myriodesma
  - Sargassum
  - Turbinaria
- Família Seirococcaceae
  - Cystophaera
  - Marginariella
  - Phyllospora
  - Seirococcus

## Galeria

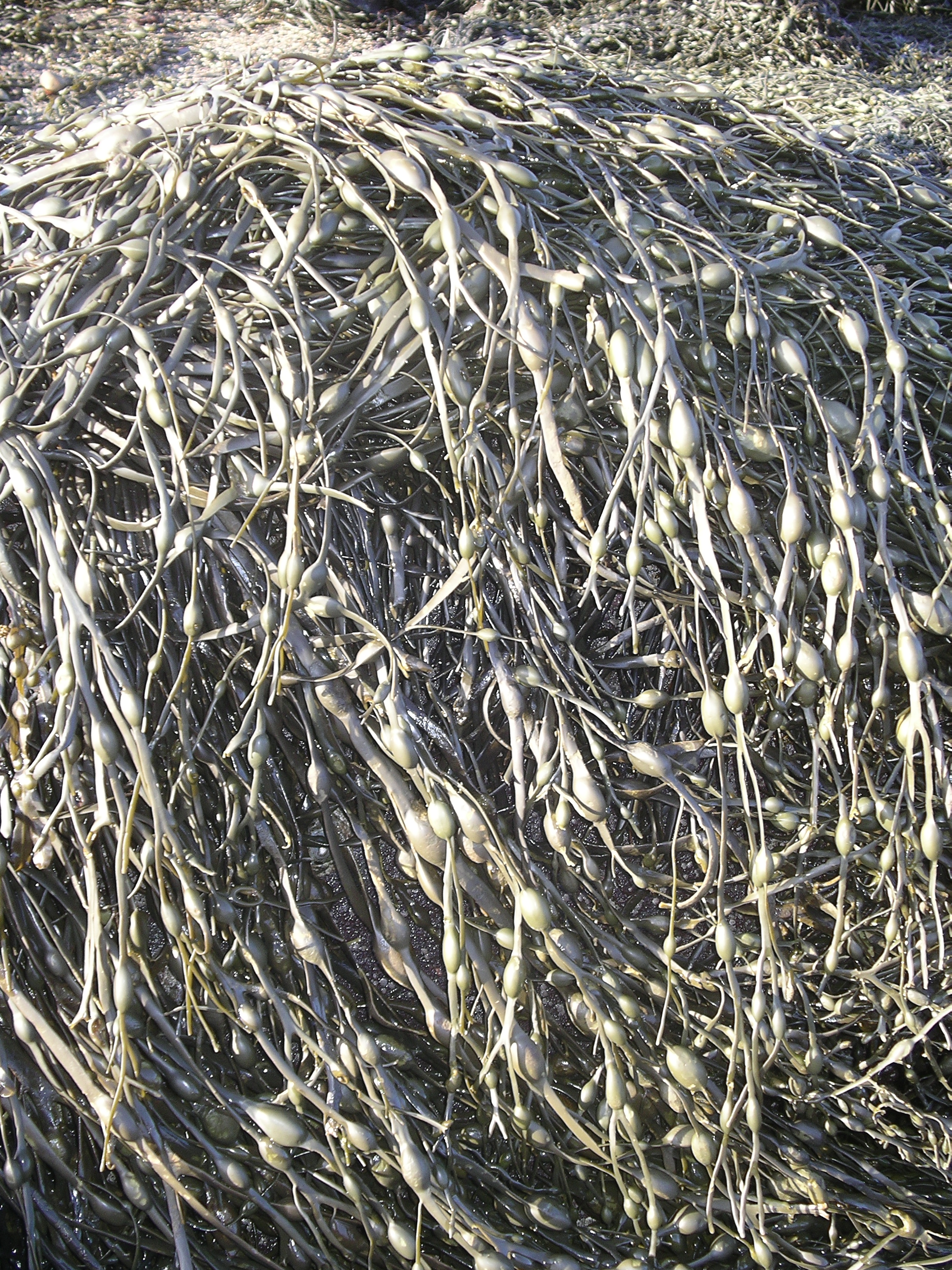
Ascophyllum nodosum
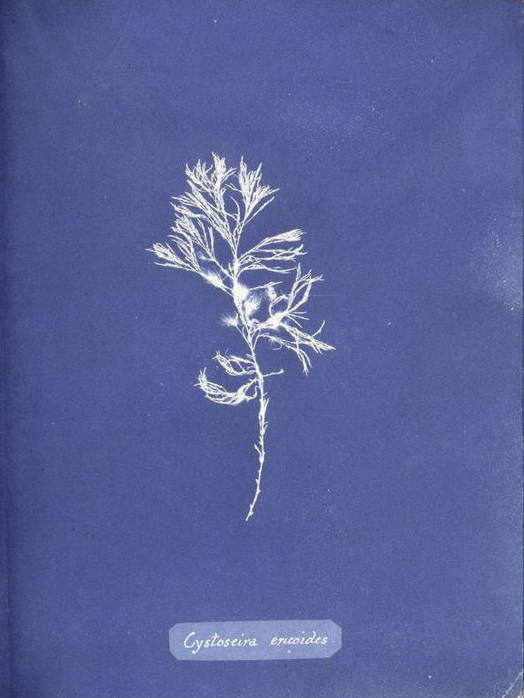
Cystoseira ericoides
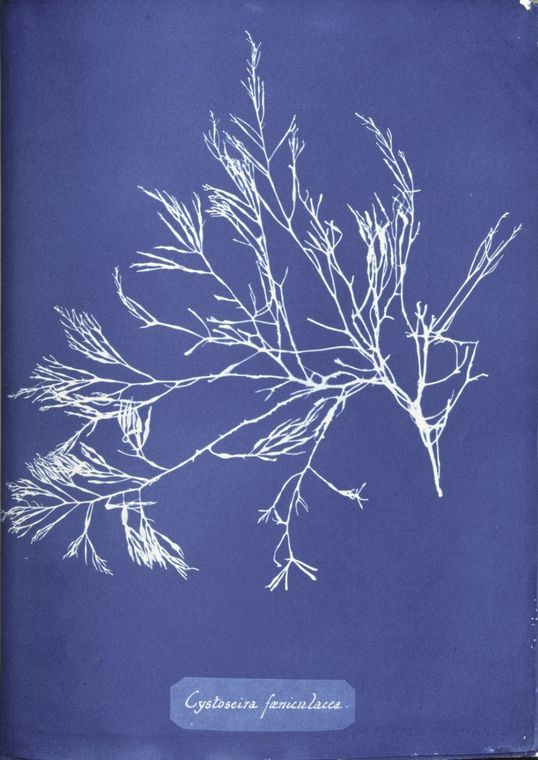
Cystoseira foeniculacea
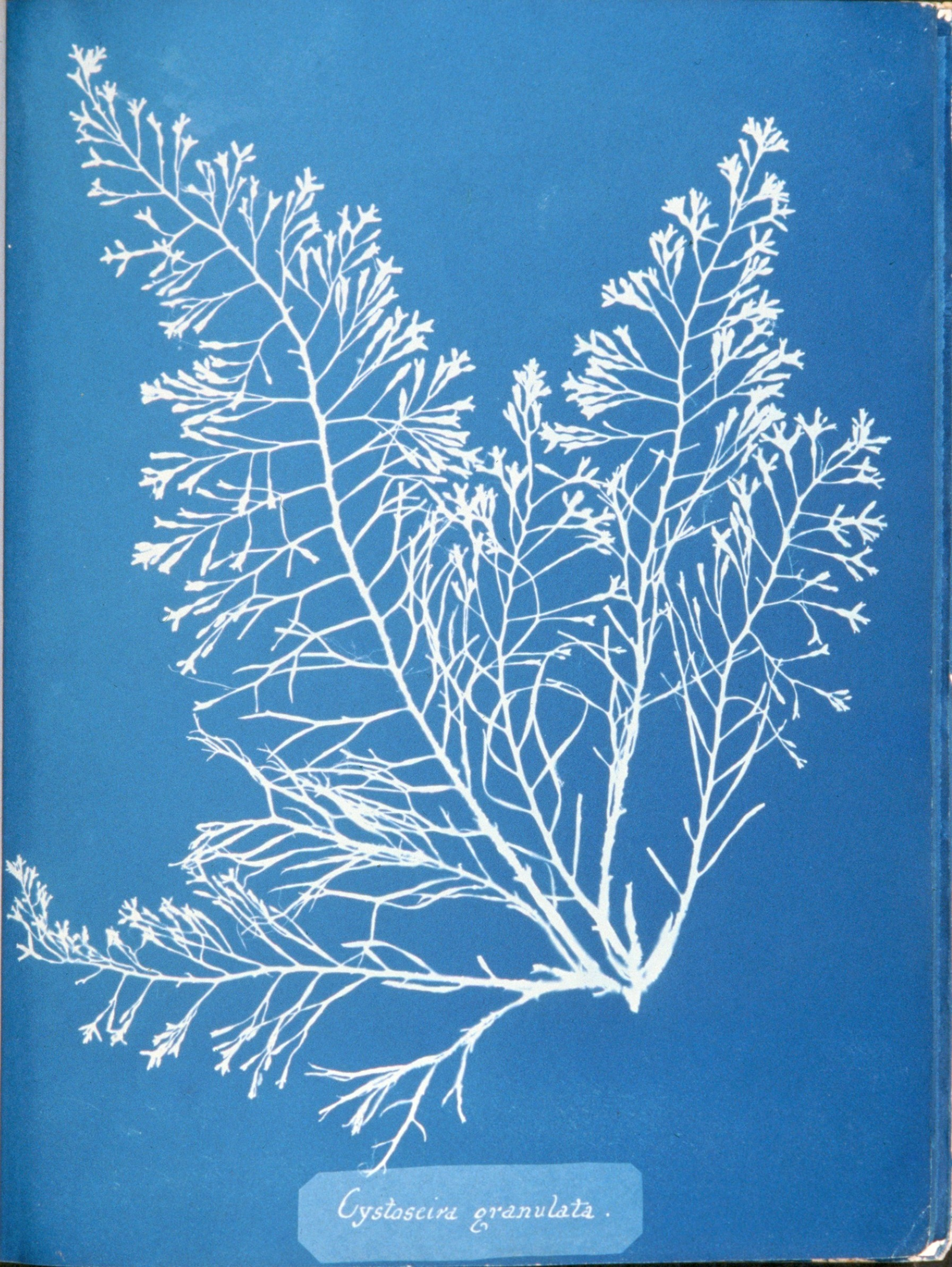
Cystoseira granulata
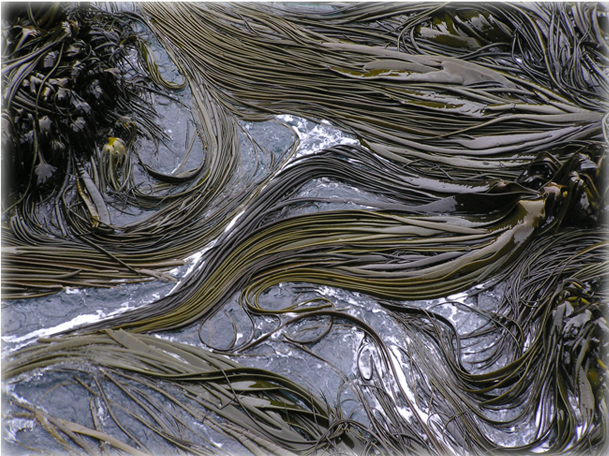
Durvillea antarctica
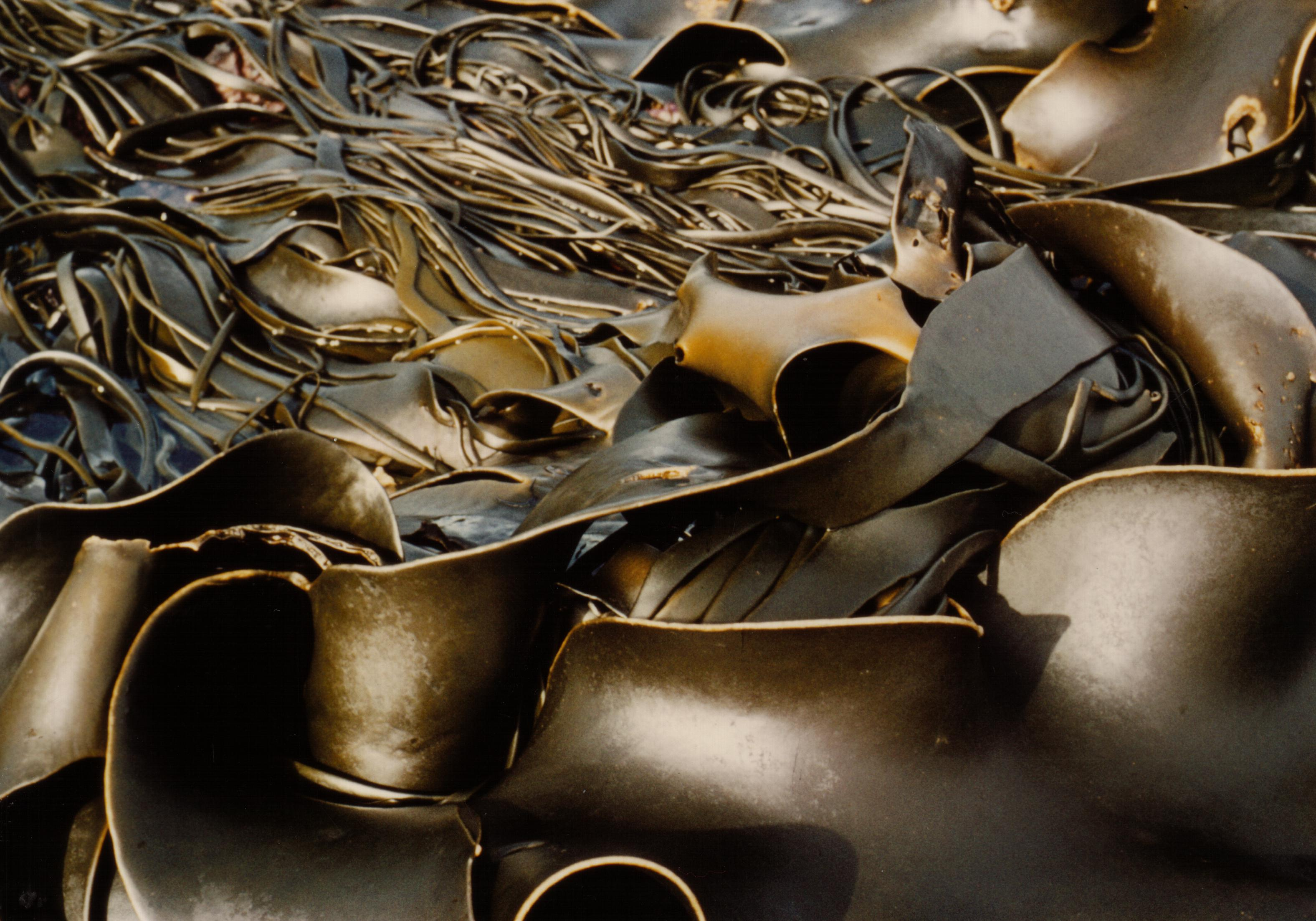
Durvillaea antarctica
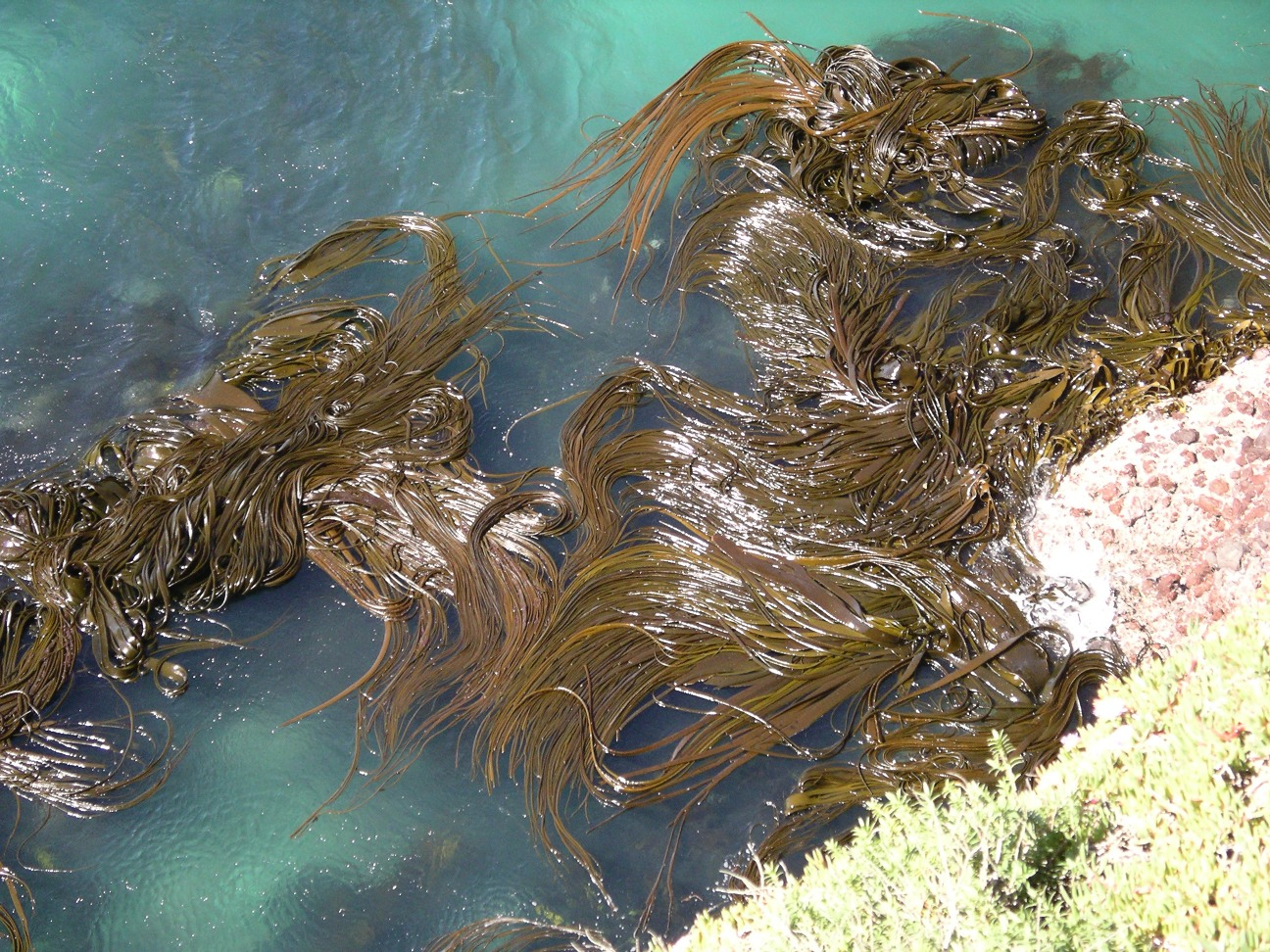
Durvillaea antarctica
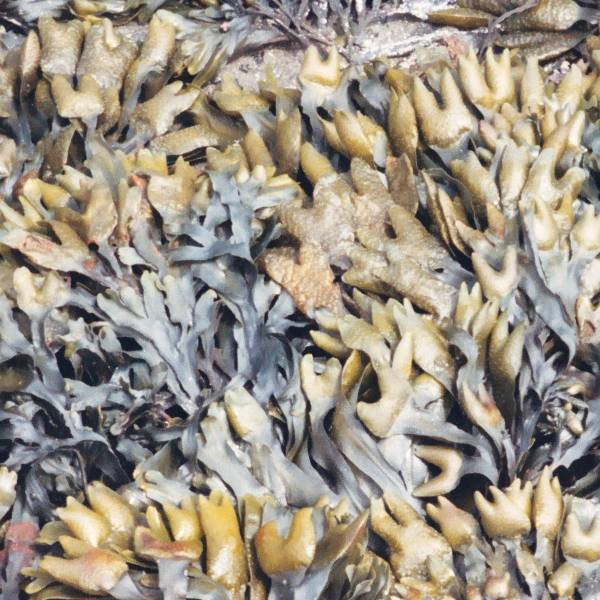
Fucus distichus
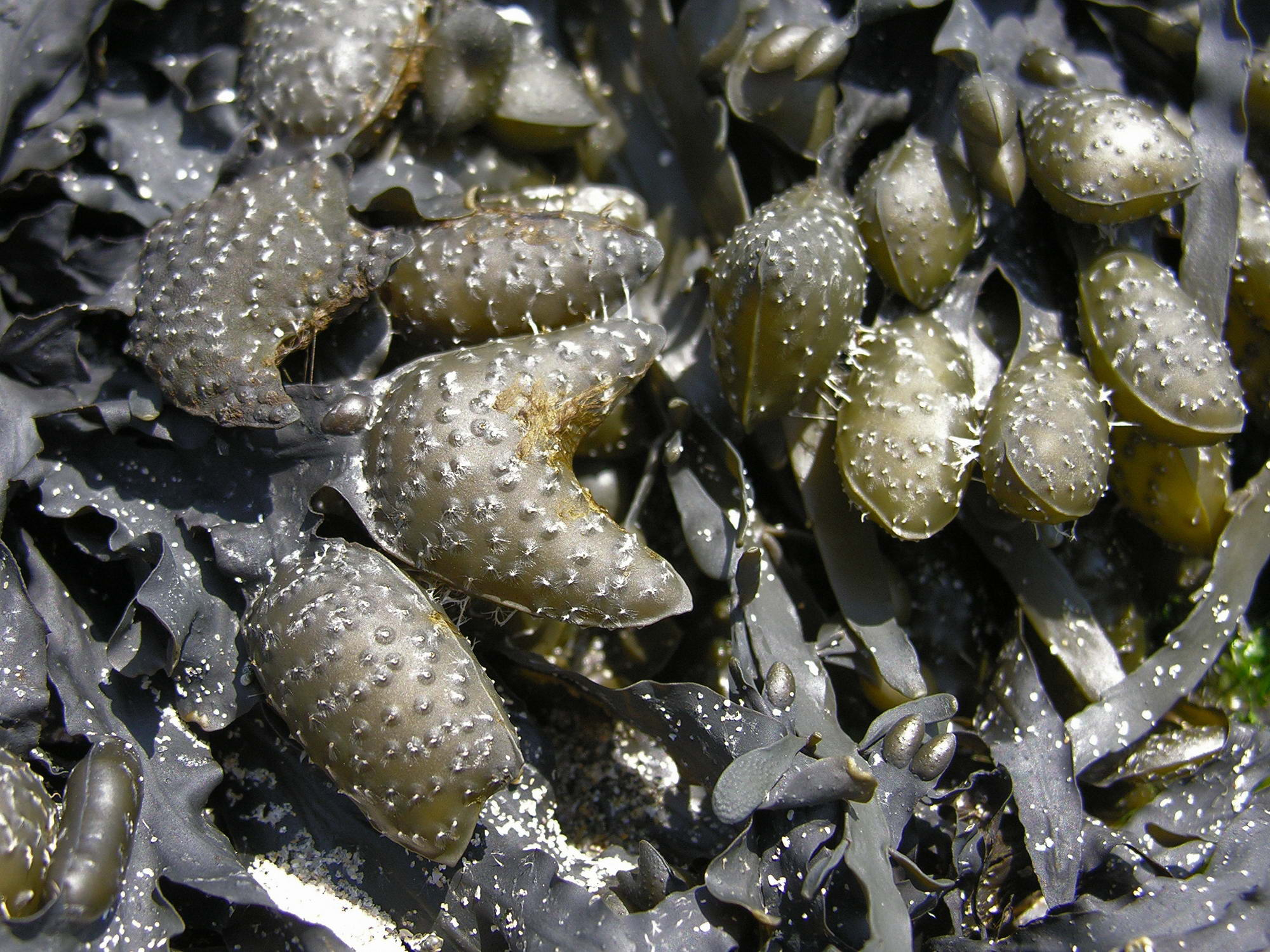
Fucus spiralis
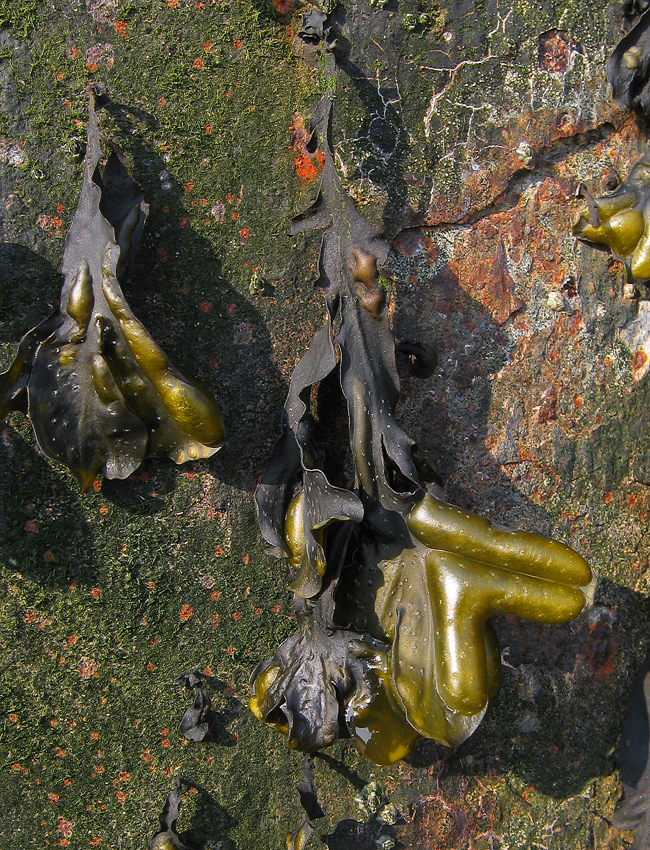
Fucus spiralis
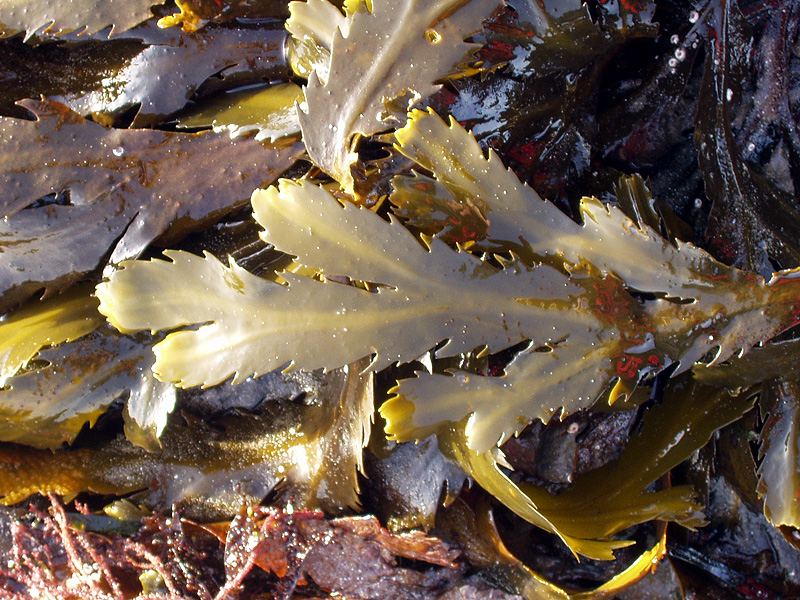
Fucus serratus
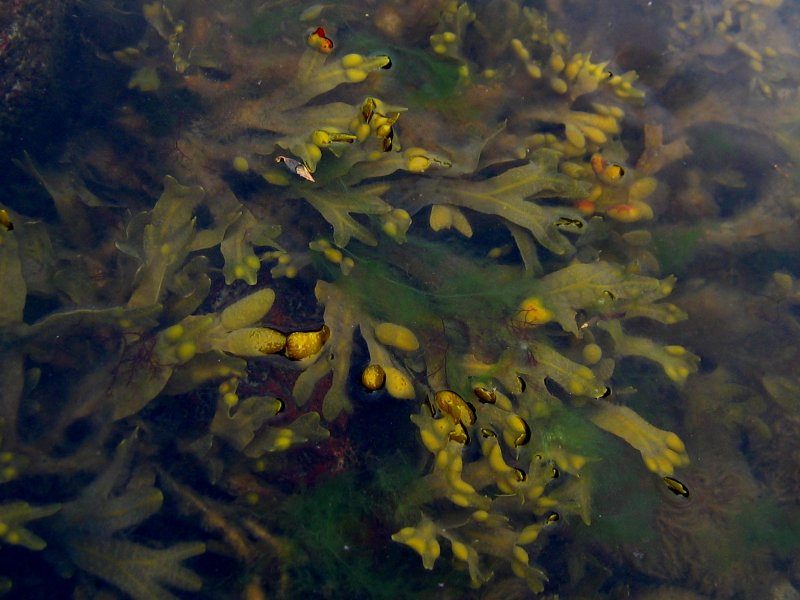
Fucus vesiculosus
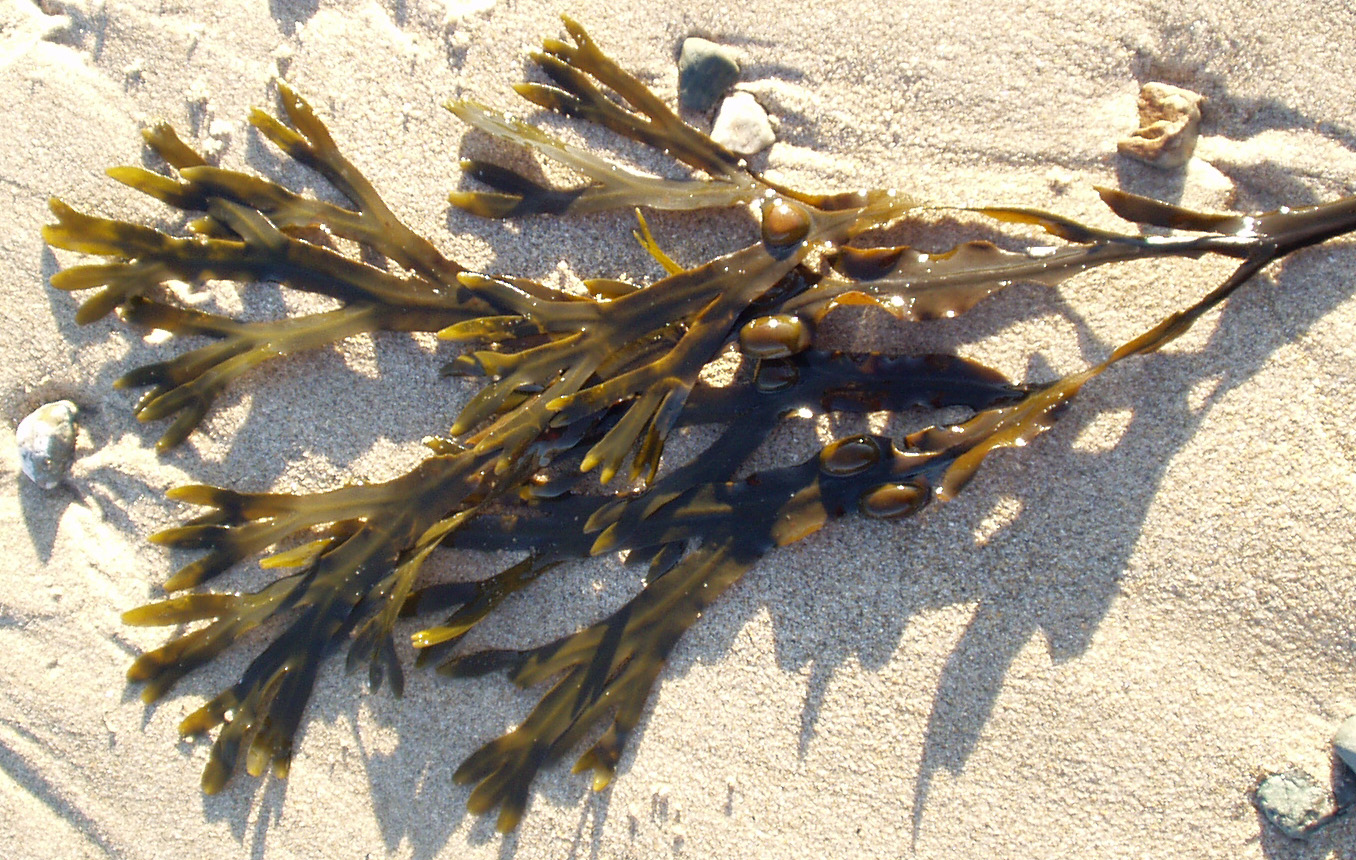
Fucus vesiculosus
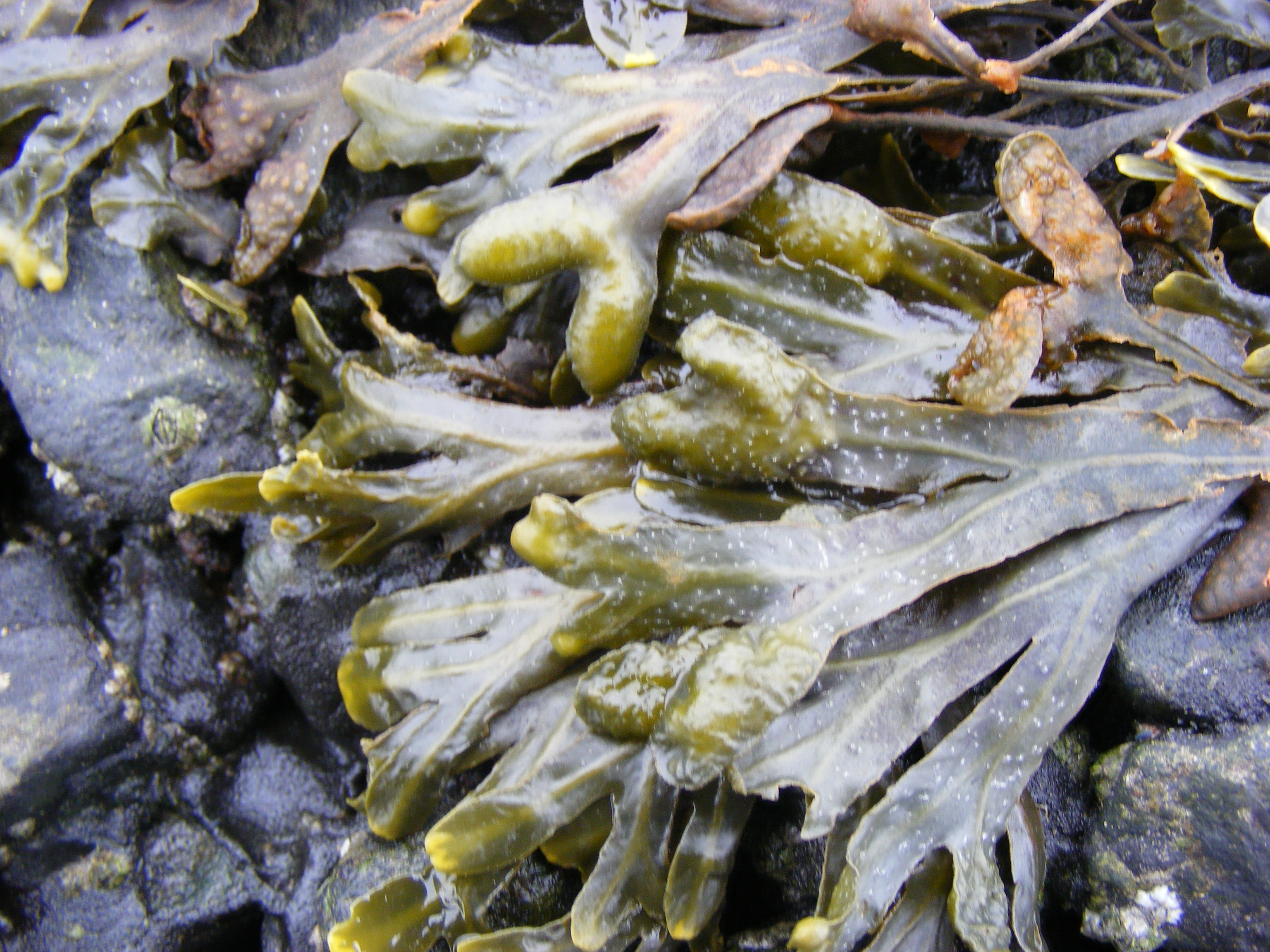
Fucus vesiculosus
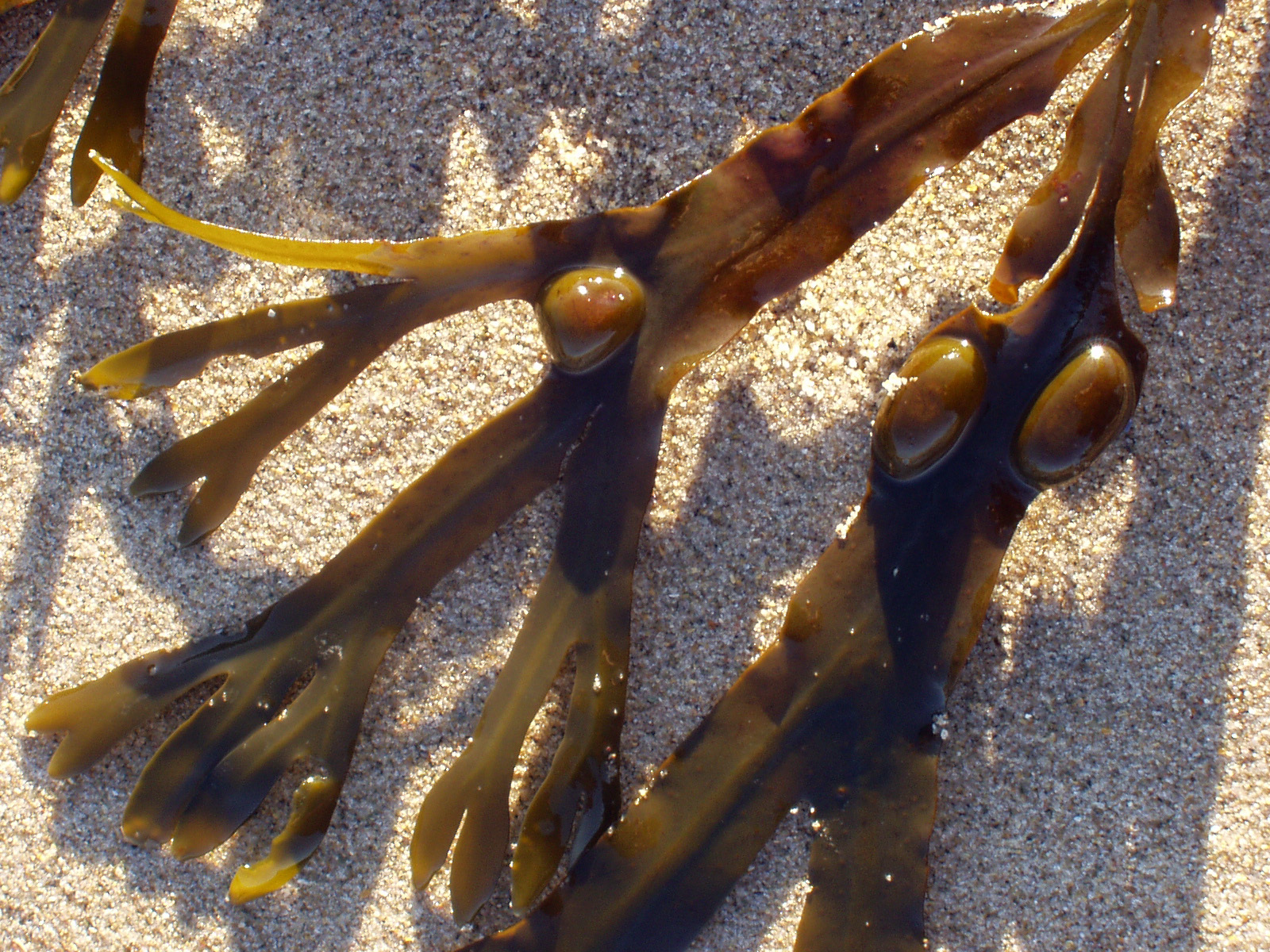
Fucus vesiculosus
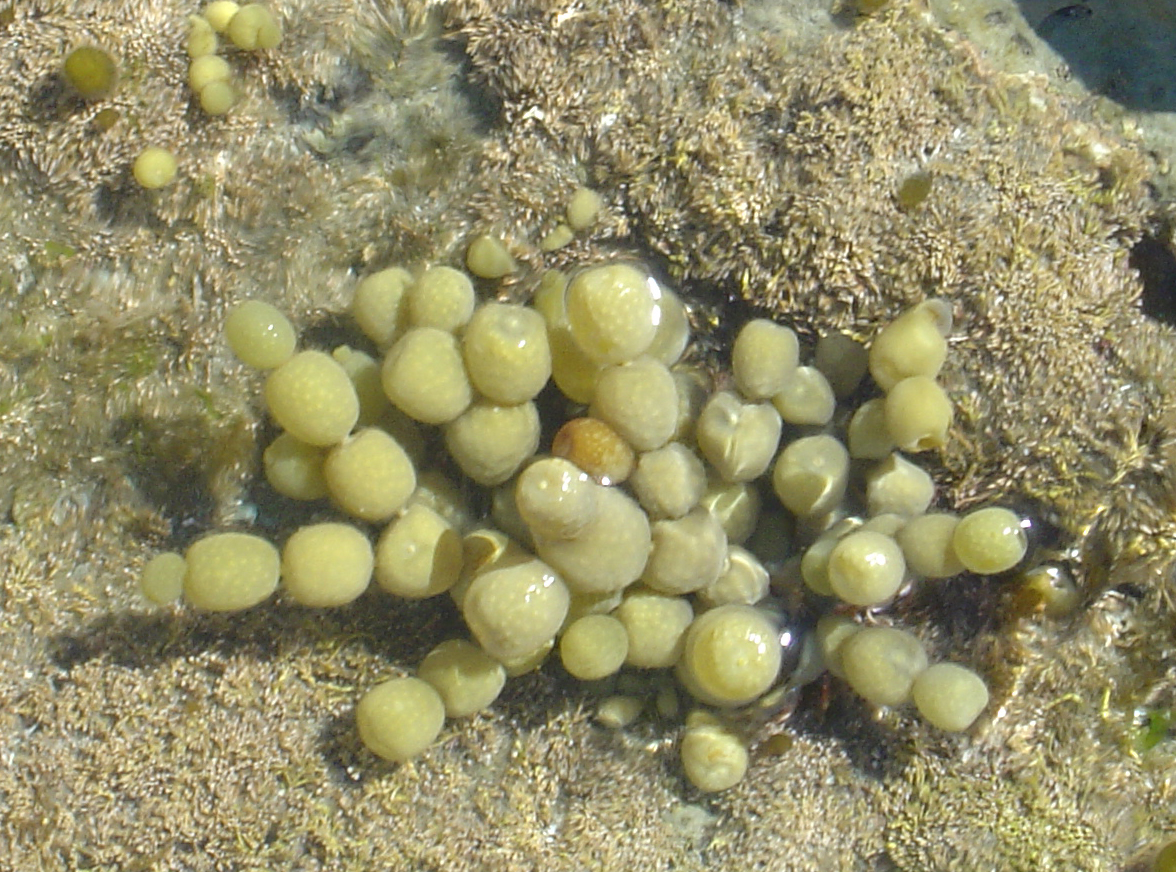
Hormosira banksii
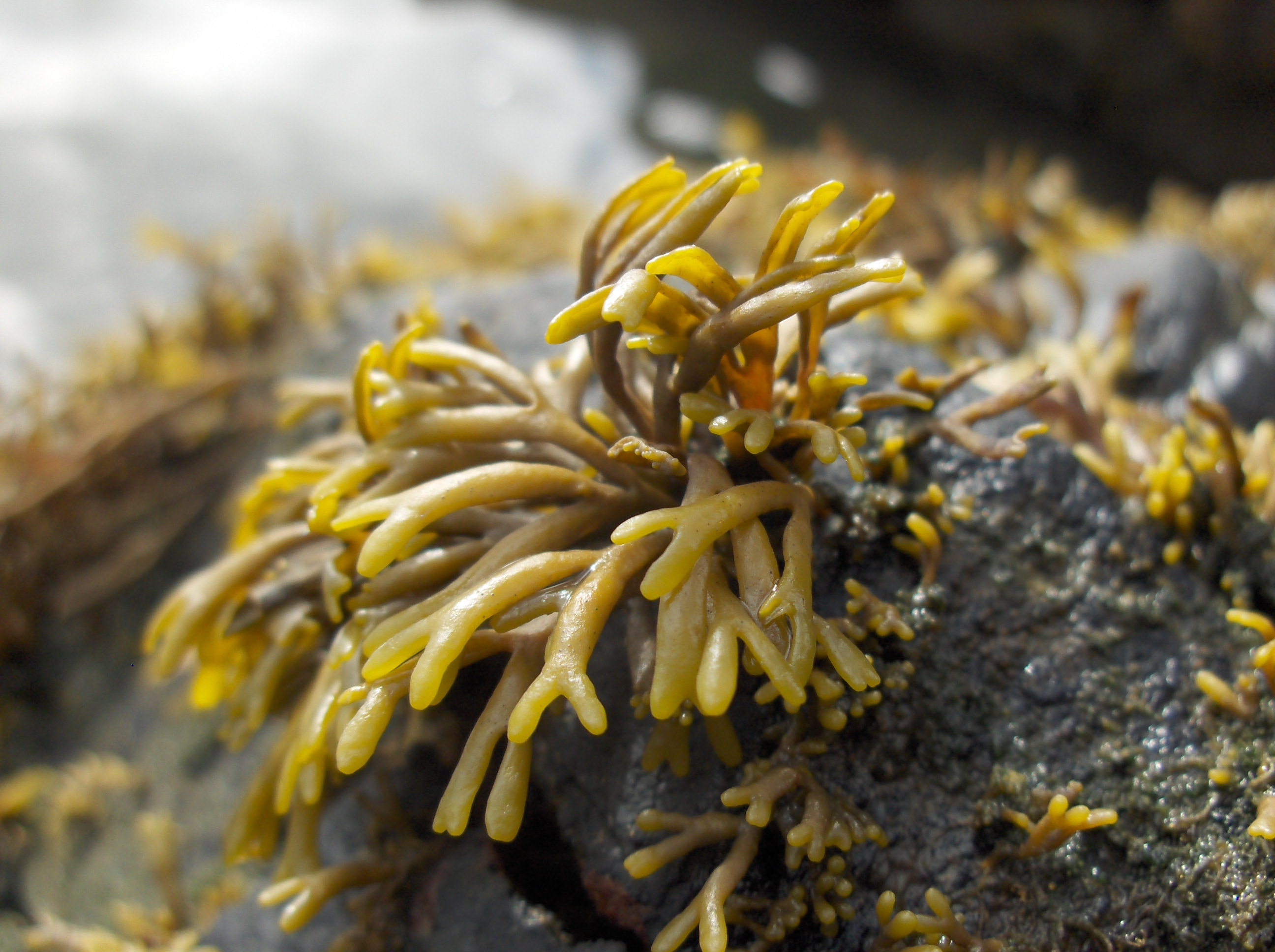
Pelvetia canaliculata
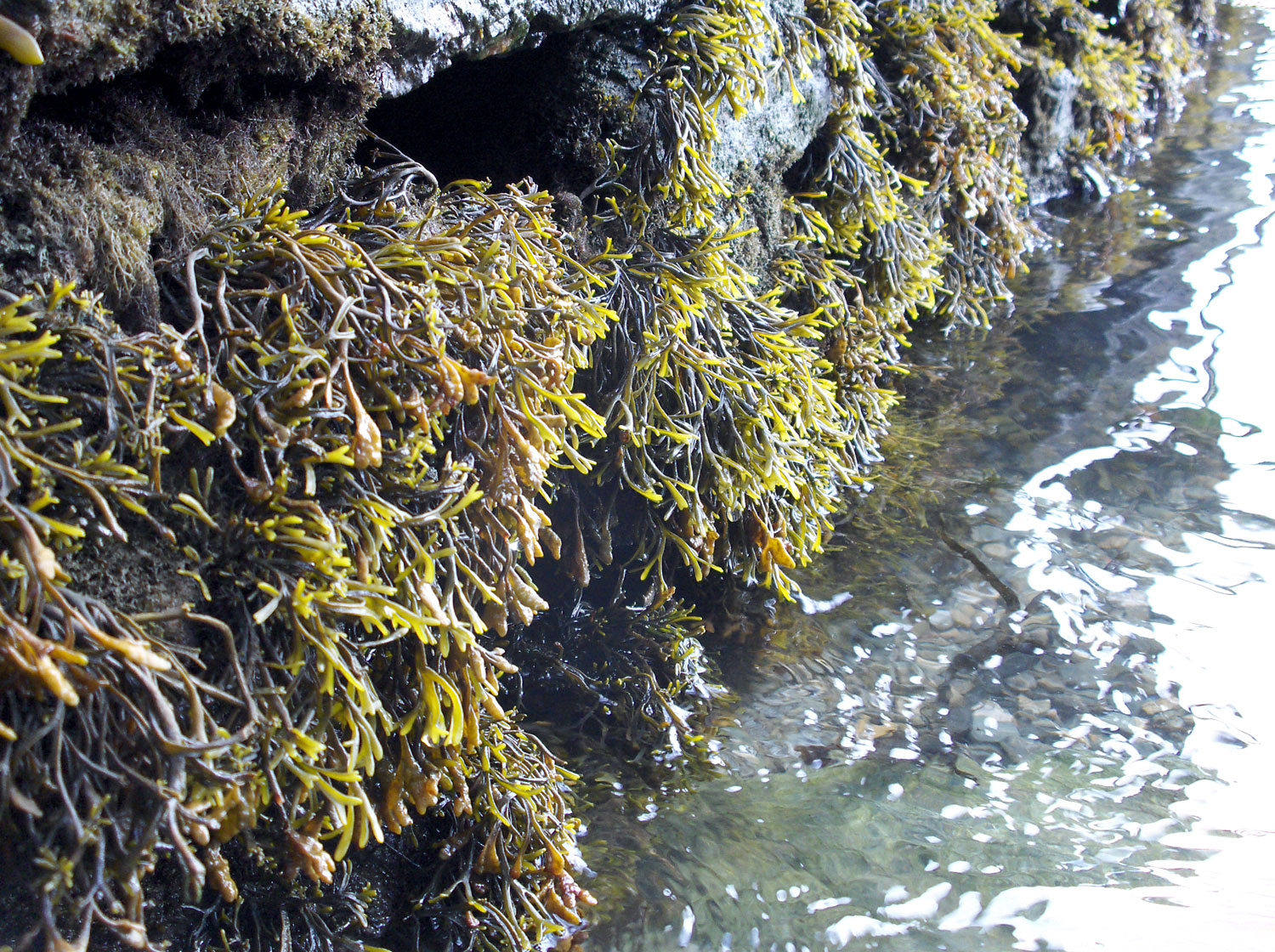
Pelvetia canaliculata
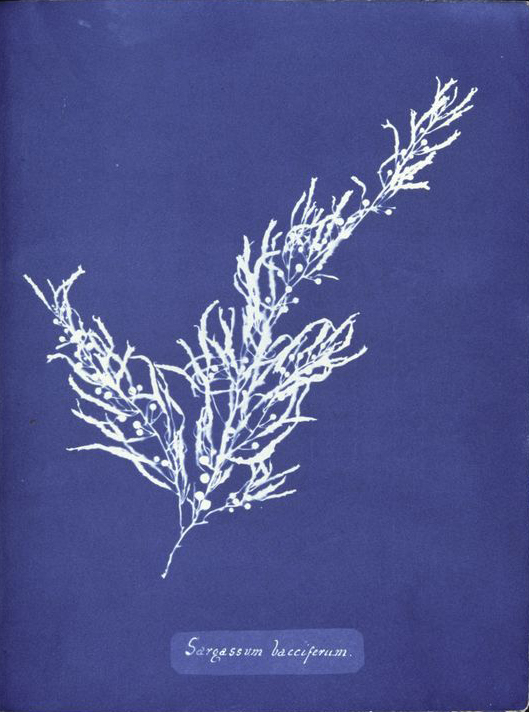
Sargassum bacciferum
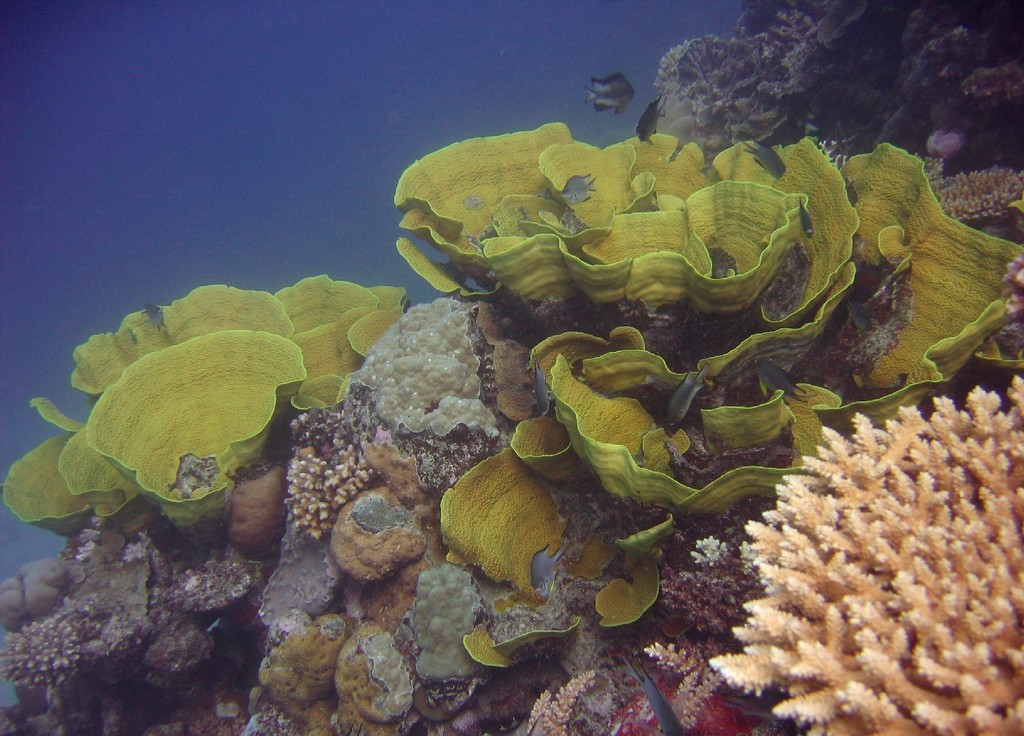
Turbinaria mesenterina

## Literatura
- Fletcher, R.L.1987. Seaweeds of the British Isles.  Volume 3, Part 1. British Museum (Natural History), London. ISBN 0-565-00992-3